# اوچ‌دره (دامال)
اوچ‌دره (به ترکی استانبولی: Üçdere) یک منطقهٔ مسکونی در ترکیه است که در دامال واقع شده‌است.